# Valerij Rubakov
Valerij Anatoljevitsj Rubakov (ryska: Валерий Анатольевич Рубаков) född 9 februari 1955 i Moskva i RSFSR i Sovjetunionen, död 18 oktober 2022 i Sarov var en rysk fysiker. Hans viktigaste forskningsområden var partikelfysik, kvantfältteori och kosmologi. Han var en av många vetenskapsmän som öppet protesterade mot Rysslands invasion av Ukraina 2022.

## Biografi

### Utbildning
Rubakov studerade fysik vid Moskvauniversitetet och avlade examen 1978. Han började därefter doktorera vid Institutet för kärnfysisk forskning(en) under handledning av  N. V. Krasnikov och A. N. Tavkhelidze och försvarade 1981 en "candidate´s dissertation" The structure of the vacuum in gauge models of quantum field theory. Han blev doktor i fysiska och matematiska vetenskaper 1989.

### Vetenskaplig karriär
Rubakov publicerade mer än 160 vetenskapliga artiklar som gav betydande bidrag till teorier om det tidiga universum, icke-perturbativ kvantfältteori, teorin om uppkomsten av universums baryonasymmetri, kvantgravitation med mera.
År 1981 förutsåg han teoretiskt i sitt arbete om monopolkatalys av protonsönderfall den kvalitativa fysiska effekten av förlust av baryonisk materia och angav en kvantitativ möjlighet för att testa den experimentellt.
År 1985 presenterade han i en ofta citerad artikel tillsammans med Vadim Kuzmin och Mikhail Sjaposjnikov ett klargörande av de förhållanden då en förklaring av brott av baryontal (baryon number nonconservation) med standardmodellen är möjlig.
Han var 1987–1994 "deputy director" vid Institutet för kärnfysisk forskning (INR) vid den ryska vetenskapsakademin, och därefter 1994 "chief researcher" vid INR. I denna roll ledde han verksamheten vid Institutet för partikelfysik och kosmologi vid fakulteten för fysik vid Moskvas statliga universitetet.
År 1990 blev han invald som korresponderande medlem av den sovjetiska vetenskapsakademien, och 1997 som fullvärdig medlem. Han innehade ledande postitioner vid kärnfysiksektionen vid avdelningen för fysiska vetenskaper vid den ryska vetenskapsakademien.

### Politiska ställningstaganden
I februari 2022 undertecknade Rubakov ett öppet brev från ett antal ryska vetenskapsmän och vetenskapsjournalister som fördömde den ryska invasionen av Ukraina 2022.

### Död
Rubakov avled den 18 oktober 2022 i sviterna av en kortare tids sjukdom i covid-19, som drabbade honom i september 2022 vid ett besök som föreläsare i  Sarov.

## Publikationer (urval)
- Rubakov, V. A. (2002). Classical theory of gauge fields. Princeton, N.J.: Princeton University Press. ISBN 978-0-691-05927-3. OCLC 52243621 Rubakov, Valery (9. februar 2009). 2009 pbk edition. ISBN 978-1400825097. https://books.google.com/books?id=BxjL6EkIpfUC
- Rubakov, V. A. (14. desember 2010). ”Towards understanding the origin of inhomogeneities in the universe”. Towards understanding the origin of inhomogeneities in the universe. https://www.kceta.kit.edu/downloads/downloads-geschuetzt/karlsruhe-2010(1).pdf.
- Rubakov, V. A.; Gorbunov, D. S. (2011). Introduction to the Theory of the Early Universe: Hot Big Bang Theory. World Scientific Publishing Company. ISBN 978-9814343978  2017 2nd edition. World Scientific. 29. juni 2017. ISBN 9789813220058. https://www.google.com/books?id=4gQrDwAAQBAJ
- Rubakov, V. A.; Gorbunov, D. S. (2011). Introduction to the Theory of the Early Universe: Cosmological Perturbations and Inflationary Theory. World Scientific Publishing Company. ISBN 978-9814343787. https://www.google.com/books?id=RprFCgAAQBAJ[12]